# Cophura zandra
Cophura zandra är en tvåvingeart som beskrevs av Pritchard 1943. Cophura zandra ingår i släktet Cophura och familjen rovflugor. Inga underarter finns listade i Catalogue of Life.